# 石莼
石莼（学名：Ulva lactuca），又名海莴苣（sea lettuce），为石莼属下的一种绿藻。石蓴大多可食用，有些也可以藥用（如:哮喘、甲狀腺腫大及扁桃腺炎等）。

## 描述
石莼是一种薄平、长有固着器的绿藻植物。其边缘有时为褶边开裂。其叶通常长至18厘米或更长，横截面长至30厘米。其为有两个细胞厚度的柔软、半透明的叶状体。没有叶柄，通常依靠圆盘状固着器固定。颜色呈绿色至深绿色，叶序为不规则排列。其叶绿体为1-3个蛋白核呈杯状排列。其他石莼属的植物也有相似的特征。

## 分布
石莼的分布非常广泛：包括欧洲、北美洲（东、西海岸）、中美洲、加勒比地区、南美洲、非洲、印度洋群岛、东南亚、中国、太平洋群岛、澳大利亚和新西兰等。

## 延伸阅读
- Hayden, H.S., Blomster, J., Maggs, C.A., Silva, P.C., Stanhope, M.J. and Waaland, J.R. (2003) "Linnaeus was right all along: Ulva and Enteromorpha are not distinct genera" （页面存档备份，存于） European Journal of Phycology 38: pp. 277–294, doi: 10.1080/1364253031000136321
- 牛荣丽; 范晓; 韩丽君. . 《中国免疫学杂志》. 2003, 2003年 (10): 第669–676页  [2021-05-04]. （原始内容存档于2021-05-04） （中文（中国大陆））.